# 헬렌 트라우벨

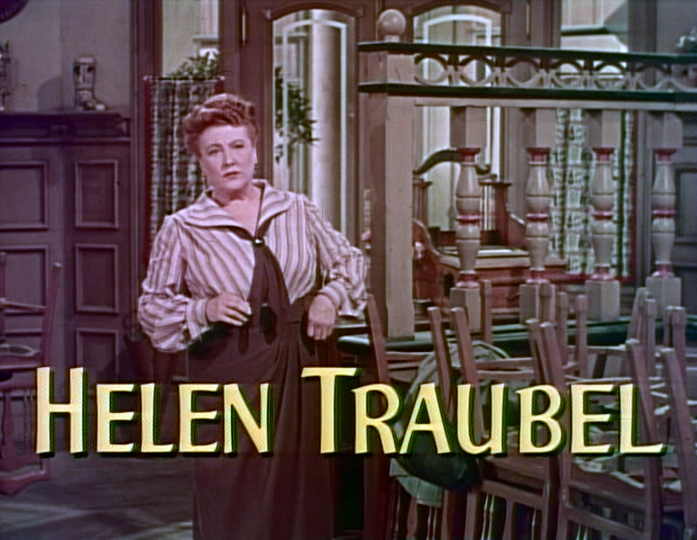

헬렌 트라우벨(Helen Traubel, 1899년 6월 16일 ~ 1972년 7월 28일)은 메트로폴리탄 오페라에서 활약한 프리마돈나의 한사람이다.
세인트루이스에서 태어나 그 곳에서 공부한 뒤 1925년부터 리사이틀로 연주활동을 계속하였다. 1934년 작곡자의 추천을 받아 담로시의 〈조국없는 남자〉의 마리로서 메트로폴리탄에 데뷔, 1939년의 지크린데의 역으로 최고의 성공을 거두었다. 1941년에 플라그스타드가 떠난 이후 메트로폴리탄에서 최고의 바그너 가수로 인정되었으나, 1953년 지배인인 빙과 의견이 충돌하여 메트로폴리탄을 떠나 부에노스아이레스, 리우데자네이루, 멕시코 등지에서 활동하였으며, 말년에는 일선에서 물러나 저작 등을 계속하였다. 만년의 모습은 영화 〈나의 마음속 깊이 그대를〉에서 볼 수 있다.